# 豊浦噴火湾パーキングエリア
豊浦噴火湾パーキングエリア（とようらふんかわんパーキングエリア）は、北海道虻田郡豊浦町字高岡にある道央自動車道のパーキングエリアである。
豊浦町が管理するハイウェイオアシスが併設されている。

## 施設

### 上り線（長万部・函館方面）
- 管理：東日本高速道路株式会社
- 駐車場[1][2]
  - 大型：7台
  - 小型：10台
  - 身障者用
    - 小型：1台
- トイレ[1][2]
  - 男性：大2（和式1・洋式1）・小5※オストメイト対応トイレ有[3]
  - 女性：7（和式2・洋式5）※オストメイト対応トイレ有[3]
    - 同伴の男児用：1

  - 身障者用
    - 共用：1
- 自動販売機[1][2]

### 下り線（室蘭・札幌方面）
- 東日本高速道路株式会社
- 駐車場[4][5]
  - 大型：7台
  - 小型：10台
  - 身障者用
    - 小型：1台
- トイレ[4][5]
  - 男性：大2（和式1・洋式1）・小5※オストメイト対応トイレ有[3]
  - 女性：7（和式2・洋式5）※オストメイト対応トイレ有[3]
    - 同伴の男児用：1

  - 身障者用
    - 共用：1
- 自動販売機[4][5]

### ハイウェイオアシス
上下線のエリアから第2駐車場に入り「豊浦町噴火湾展望公園」を利用できる。
- 主な施設
  - 展望塔（9:00〜17:00。展望塔内に売店あり）
  - パークゴルフ場（休止中）
  - 遊歩道

## 隣
E5 道央自動車道
(13)豊浦IC - 豊浦噴火湾PA - (14)虻田洞爺湖IC